# Призренска епархија
Призренска епархија је древно православно црквено подручје у Јужној Србији. Постојала је у континуитету током више од осам векова, почевши од 10. века, па све до 1808. године, када је спојена са Рашком епархијом у садашњу Рашко-призренску епархију.

## Историја
Хришћанство на подручју призренске епархије датира из апостолског доба. На овим просторима проповедали су апостоли Андреј Првозвани и апостол Павле. Од мноштва ранохришћанских мученика са ових простора најпознатији су свети мученици Флор и Лавр, који су пострадали у II веку у Улпијани. Призрен, је већ тада постао значајан центар хришћана. Након Миланског едикта 313. године, Призрен се нашао под јурисдикцијом Солунског викаријата, што се види из писама „папе Инокентија I солунском викару Руфу 412. године изричито се каже да под јурисдикцију Викаријата спадају … и Дарданија”. Такво стање остало је све до 14. априла 535. године, када је „на рачун Солунског викаријата” створена нова архиепископија Јустинијана Прима, под чију јурисдикцију потпада и Призрен.
Јустинијана Прима није била дугог века. Уништена је почетком VII века. Епархије Јустинијане Приме потпале су тада поново под јурисдикцију Солунског викаријата и остале све до 732. године „када је цар Лав III Исавријанин потчинио цело византијско подручје на Балкану цариградском патријарху”. Извесно време подручје данашње Призренске епархије било је под Бугарском патријаршијом (927—971), која је створена за време бугарског цара Симеона (893—927). Након пропасти Симеоновог царства ово подручје поново је заузела Византија, тако да је епархија поново била под управом Цариградске патријаршије. Стварањем Самуиловог царства овај део потпада под јурисдикцију Охридске патријаршије (976—1018). Освајањем Самуиловог царства византијски цар Василије II потпуно је уништио „Самуилову тзв. Бугарску патријаршију”, а уместо ње створио је 1019. г. нову аутономну Охридску архиепископију, којој је потчинио све епископије бившег Самуиловог царства. Охридска архиепископија добила је виши ранг и била је потчињена директно цару, односно цар је постављао њеног архиепископа, а цариградски патријарх хиротонисао.
Цар Василије II је одмах по освојењу Охрида издао три повеље охридском архиепископу Јовану, „којима је био утврђен обим Охридске архиепископије... према првој повељи, која је издата 1019. године, у састав Охридске архиепископије ушла је и Призренска епархија. То је уједно и најстарија сачувани запис, где се помиње Призренска епархија, која ће у будућности одиграти веома важну улогу у историји Српске православне цркве и Српског народа.
Приликом опсежних рестаураторских и истраживачких радова, који су спроведени од 1950. до 1952. године у комплексу Богородице Љевишке, првобитног катедралног храма призренских епископа, утврђено је да најстарији слој потиче из 10. века. По хрисовуљи византијског цара Василија II из 1019. године, Призренска епархија је припадала Охридској архиепископији. Била је епископија трећег степена, са правом на 15 клирика. Осим Призрена и околине, Призренска епархија је обухватала и подручје града Хвосна, око Пећи и Дечана, града Лесковца и Бритоса (можда данашњи Брути, југозападно од Призрена, на саставцима Белог и Црног Дрима).
Почетком 13. века Призренска епархија је била неко вријеме под бугарском влашћу и под њиховом архиепископијом у Трнову, који је тада признавао врховну власт римског папе. Стога се и призренски епископ, са још неколико других епископа, потпали под бугарску власт (са нишким, велбушким и скопским) 1204. обратио папи Иноћентију III, с молбом за палијум.
Призренска епархија поново је дошла под српску власт око 1214. године. Свети Сава је од ње 1219. одвојио Хвосно, и основао посебну Хвостанску епархију. Српски владаоци, а нарочито краљ Милутин, који је обновио катедралу цркву призренских епископа, чувену цркву Богородице Љевишке, даровали су Призренској епископији многа села с обје стране Шар-Планине у властеоску баштину. Том властеоству Призренске епархије припадао је и призренски горњи град, Вишеград или Призренац, изнад кањона Бистрице, са градском Црквом Светог Николе. Тај град су чували људи са властеоства Призренске епископије, и у њега се склањала ризница у случају рата. Цар Душан је одузео ту тврђавицу од призренског епископа, тада већ митрополита, и дао му је у замјену три села, а град је поклонио својој задужбини, манастиру Светих Арханђела, који је подигао на лијевој обали Бистрице, под самим градом.
Године 1346. приликом проглашења Пећке архиепископије за патријаршију, призренски епископ је добио назив митрополита. Средином 15. века, епархија је потпала под турску власт, а од 1557. године налазила се у саставу обновљене Српске патријаршије. За време потоњих аустријско-турских ратова, епархијско подручје је пострадало у више наврата (1688-1690, 1716-1718, 1737-1739), услед ратних дејстава или одмазде турске војске и арбанашких одреда над православним Србима. Током 18. века, Призренској епархији је прикључена стара Липљанска епархија, а након укидања патријаршије 1766. године придодата јој је и Пећ са целокупним подручјем бивше Хвостанске епархије. Најкасније средином 18. века, турске власти су од православних Срба одузеле древну саборну цркву Богородице Љевишке, претворивши је у џамију.
Након 1766. године, Цариградска патријаршија се није ревносно старала о преузетим српским епархијама, у које су по правилу слати Грци-фанариоти. Крајем 18. века, започео је процес управног обједињавања две суседне епархије, Рашке и Призренске. Њихово уједињење спроведено је у два корака: прво је рашком митрополиту Јоаникију Георгијевићу, који је по народности био Србин, придодата дужност администратора у Призренској епархији, а потом су обе епархије спојене у једну, Рашко-призренску епархију (1808). У време спајања, функцију епархијског катедралног храма вршила је Стара црква Светог Ђорђа у Призрену.
По Доментијану, на којег се позива Иван Јастребов, владичанство Зете, Св. Сава је основао при цркви Архангела Михаила близу Дрима. Зетске владике су живеле у Скадру у престоници Диоклејске области, потом на Врањини, а затим на Цетињу и имале су у свом надлештву православне хришћане у Албанији све до 1215. године (по муслиманском календару) кад је арнаутска Скендерија била потчињена митрополиту призренском Јоаникију. Део зетског владичанства је припао призренском владици, који се називао и скендеријским.

## Призренски епископи
- епископ Јован - XII век
- епископ Авакум - XIII век
- епископ Никифор - XIII век
- епископ Дамјан (1299.-)
- епископ Илија
- Свети Сава III (1309-1316)
- архиепископ Арсеније (1318- )
- епископ Георгије (Маркуш) (1333 - 1348)
- митрополит Венијамин ( -1433)
- митрополит Михајло ( -1454)
- митрополит Нифонт 1528.
- митрополит Никанор 1530.
- митрополит Методије (1564- )
- митрополит Михаило 1586.
- митрополит Захарија — 1603.
- митрополит Ганадије — 1626.
- митрополит Михаил — 1649.
- митрополит Никодим (1670—1695).
- митрополит Исаија Димитријевић Туцак 1731.
- митрополит Василије — 1756.

Након укидања 1766. Пећке патријаршије
- митрополит Гаврило, (1766- 1774)
- митрополит Софроније -
- митрополит Евсевије — ( -1789)
- митрополит Јанићије — (1789.-1818)
- митрополит хаџи Захарија (Дечанац) — (1819—1830)
- митрополит Ананија (1830—1836)
- митрополит Герман (1836—1838)
- митрополит Синексије (1836—1840).
- митрополит Игњатије (1840—1849)
- митрополит Партеније (1849—1854)
- митрополит Мелетије (1854—1895)
- митрополит Дионисије Петровић (1896—1900)
- митрополит Нићифор Перић (1901—1911)